# Schwickart der Jüngere von Sickingen
Schwickart der Jüngere von Sickingen († 4. August 1478), auch Schweikart, Schweickart oder Swicker geschrieben, war seit 1459 Amtmann des kurpfälzischen Amtes Bretten.

## Familie
Schwickart war der Sohn des Schwickart VI. von Sickingen († vor 1468) und der Elisabeth Landschad von Steinach. Er war verheiratet mit Anna Spet von Zwiefalten, Tochter des Albrecht Spet von Zwiefalten und der Klara von Ehestetten. Aus dieser Ehe entstammt der Sohn Konrad, Vogt zu Bretten von 1504 bis 1508.

## Leben
Schwickart von Sickingen entstammte einem alten Kraichgauer Adelsgeschlecht. Seine Aufgaben als Amtmann sind in einer Urkunde überliefert: Allen Bürgern und Einwohnern des Amtes sollte er Rechtsschutz gewähren. Für Kaufleute, Pilger und Reisende sollte er auf den Geleitstraßen kostenlos Geleit gewähren und dafür nur freiwillige Gaben annehmen. Als Dienstgehalt bekam er 150 Gulden und die Nutzung von zehn Morgen Wiesen, einen Krautgarten, Holz und den kleinen Zehnten.